# Dragonero (serie a fumetti)
Dragonero è una serie a fumetti di genere fantasy incentrata sull'omonimo personaggio immaginario Dragonero, e pubblicata dal 2013 dalla Sergio Bonelli Editore. Il personaggio è apparso per la prima volta nella collana Romanzi a fumetti sempre dell'editore Bonelli, pubblicato nel 2007.

## Storia editoriale
Il personaggio è apparso per la prima volta nel primo volume della collana Romanzi a fumetti, uscito nel 2007.

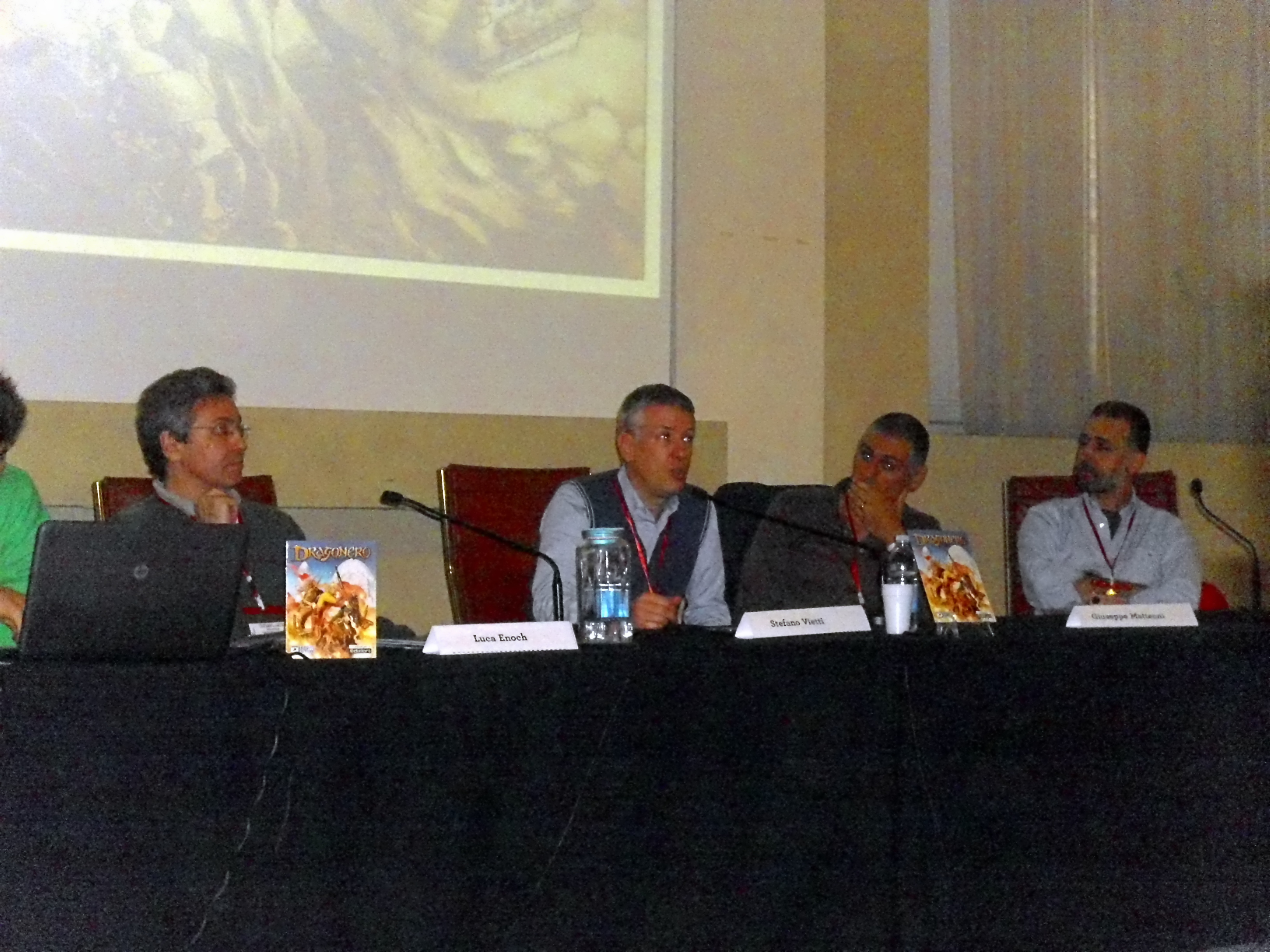
Autori e disegnatori di Dragonero a Lucca Comics & Games 2013. Da sinistra a destra: Luca Enoch, Stefano Vietti, Giuseppe Matteoni e Giancarlo Olivares.

Nel febbraio del 2009 Stefano Vietti annunciò che erano iniziati i preparativi per un secondo romanzo a fumetti di Dragonero ad opera degli stessi autori. Nell'ottobre del 2010 venne diffusa la notizia che il seguito non sarebbe stato un singolo albo, ma una serie mensile prevista per il 2012 i cui primi quattro numeri sarebbero stati la divisione del singolo albo precedentemente annunciato. In seguito Luca Enoch chiarì che non sarebbe stata una miniserie di pochi numeri, ma un'intera serie regolare di lunghezza indefinita, con Giuseppe Matteoni come disegnatore ufficiale.
A ParmaFantasy, nel giugno del 2011, si apprese che l'uscita era stata posticipata alla primavera/estate 2013 e furono svelati alcuni nomi dei disegnatori. La lista completa fu annunciata ad ottobre: oltre a Giuseppe Matteoni, Gianluigi Gregorini, Giancarlo Olivares, Gianluca Pagliarani, Cristiano Cucina, Alfio Buscaglia, Francesco Rizzato, Antonella Platano, Giuseppe De Luca, Walter Trono e Andrea Bormida. A maggio fu inaugurato il blog Dragonero, diario di viaggio sul quale vengono pubblicati disegni e racconti dalla futura serie. Il 3 novembre 2012, a Lucca Comics & Games fu annunciato che l'uscita della serie, di periodicità mensile, era prevista per giugno 2013. La casa editrice infine preannunciò ufficialmente per l'11 giugno 2013 la data di uscita del primo numero della serie, intitolato Il sangue del drago.
Al Salone internazionale del libro svoltosi tra il 16 e il 20 maggio 2013 è stato distribuito gratuitamente il "Numero Zero" della serie, edito in collaborazione con la Multiplayer.it Edizioni. 
questo numero zero non è altro che un'anteprima del primo numero della serie, infatti ne contiene le prime tavole. Il 17 maggio è stato pubblicato online il trailer.
L'11 giugno 2013 è uscito il primo numero della serie regolare di Dragonero. La serie ha inizio con una quadrilogia chiamata "La Saga della Nera Signora" alla quale seguiranno storie che ricopriranno albi da uno a due, salvo saghe di più ampio respiro come la prima. Inoltre, in alcuni albi verranno pubblicati anche dei racconti brevi, degli spin-off di approfondimento legati a personaggi comparsi all'interno della serie. Visto il successo di Dragonero in Italia la M-comics nell 2014 ha iniziato a pubblicare la versione Macedone di Dragonero.
Il 31 luglio 2014 è uscito il primo "Speciale Dragonero" a colori a cadenza annuale mentre il 25 novembre 2015 è uscito il primo "Dragonero Magazine" a colori sempre annuale. Nel 2016 la serie ha venduto una media di 26 000 copie al mese.
A giugno del 2016 l'associazione culturale Cronaca di Topolinia, ente di divulgazione sul fumetto con una sua attività editoriale, durante la 56ª Mostra Mercato del Fumetto di Reggio Emilia ha iniziato la sua campagna associativa relativa a quell'anno con la pubblicazione del "Pack Abbonamento Dragonero anno 2016/2017" con all'interno un albo di Dragonero contenente una storia inedita, in "omaggio" a tutti coloro che si fossero iscritti versando una quota associativa di 100 euro. Questa storia, mai ristampata, dal titolo "Mai fidarsi di un mago" e scritta da Stefano Vietti, rappresenta l'albo più raro e più costoso per i collezionisti della serie, dato che si tratta di un episodio in bianco e nero formato da sole 10 pagine.
Durante Lucca Comics & Games 2015 è stata annunciata l'idea della casa editrice di sviluppare una serie dedicata a un pubblico più giovane. La serie è stata confermata durante Lucca Comics and Games 2016, in cui Luca Enoch e Stefano Vietti hanno presentato due nuove serie ambientate nel mondo di Dragonero. La prima serie, dal titolo "Dragonero Adventures" (titolo di lavorazione "Dragonero young" o "Le avventure di Ian e Gmor"), narra le vicende dei protagonisti durante l'adolescenza. La pubblicazione è cominciata nel novembre 2017, in volumi a colori da 64 pagine in un formato più grande rispetto a quello bonelliano. Tutti gli studi preparatori e il primo numero della serie sono stati realizzati da Riccardo Crosa. La prima stagione si è conclusa con il n° 12 uscito il 6 ottobre 2018.
La seconda iniziativa editoriale, dedicata ad un pubblico maturo sia per argomenti trattati sia per lo stile dei disegni, sarà un contenitore per storie ambientate in luoghi non visti nella serie regolare e si intitolerà "Le cronache dell'Erondar". Il primo ciclo di storie, disegnata da Mario Alberti, ha come titolo di lavorazione "La compagnia di Senz'Anima" e racconterà di una compagnia di mercenari a cui un giovane Ian apparteneva.
Nel luglio 2018 è stato pubblicato l'Atlante Dragonero che approfondisce attraverso una serie di cartine geografiche il mondo della serie a fumetti

## Trama
Dragonero racconta le avventure di Ian Aranill, Scout dell'Impero Erondariano ed erede della nobile ed antica casata dei Varliedàrto, ovvero dei "Cacciatori di Draghi".
Ex-militare, compie un servizio di intelligence per l'autorità imperiale che lo contatta quando ha bisogno dei suoi servigi. Suoi compagni sono l'orco Gmor Burpen, suo amico d'infanzia, e l'elfa silvana Sera di Frondascura, maestra botanica e discendente dell'unico clan elfico che ha deciso di non abbandonare le terre degli uomini, con i quali convive presso una torre di guardia restaurata nelle vicinanze della città di Solian, capitale delle repubbliche indipendenti. Occasionalmente ai tre si aggiungono anche la sorella di Ian, Myrva Aranille, membro dell'Ordine dei tecnocrati, e Alben il Luresindo, ovvero un mago "Custode della Luce".
Loro cinque più una sesta compagna, una monaca guerriera di nome Ecuba apparentemente perita durante una missione, sono gli artefici del rinnovo del "Grande Divieto", il sigillo che tiene lontana la dimensione infernale degli Abominii dal mondo umano. Proprio in seguito a questa missione Ian ha ottenuto dei poteri bevendo accidentalmente del sangue di Drago e la sua spada, Saevhasectha (Tagliatrice Crudele), si è brunita. Da quel momento tutti lo chiamano Romevarlo (Dragonero).

### Saghe
- Saga della Nera Signora: Tamburi di guerra si sentono echeggiare nella grande Isola degli Orchi a Sud dell'Impero. Ian con Gmor, Myrva e Sera si occupa di un traffico d'armi destinato alle forze insorgenti dell'isola e durante le loro indagini presso la capitale delle Satrapie Nomadi, incappano in una terribile arma che Ian pensava di non dover più rivedere: il Fango pirico. Qualcuno ha riesumato la perduta arma che era stata al centro della "Guerra dei fuochi" che vide contrapposti umani e orchi, benché quest'ultimi la ricordano come lo "Sterminio dei fuochi", sei anni prima. Un'arma che potrebbe portare il mondo intero alla distruzione[15].
- Saga delle Regine Nere: Le Regine Nere e il loro esercito sono giunte nell'Erondàr, dopo secoli di assenza, per compiere la loro vendetta contro il primo Imperatore Vrlam Erondàr e la loro opera di purificazione dell'Ecumene. Dopo mesi di interventi nell'ombra, a bordo della loro isola volante assaltano la capitale Valhendàrt e la espugnano costringendo il nuovo Imperatore Nahim Erondàr a ritirarsi con le sue truppe. Una serie di attacchi mirati si abbattano su punti nevralgici imperiali: il Vallo (lunga muraglia che divide le terre imperiali dalle lande desolate della Terra dei Draghi), Roccabruna (sede dell'Accademia dei dragonieri), Sùrhendàrt (la principale piazzaforte marittima imperiale), Tectùendàrt (sede dell'Ordine tecnocrate), Solian (la capitale delle Repubbliche Indipendenti). Con la capitale imperiale crolla anche la sede dell'Ordine dei Custodi della Luce con la quasi totalità delle reliquie in essa contenute. Potendo contare sull'apporto di vecchi e nuovi alleati, l'Impero riesce a riorganizzarsi per contrattaccare mentre Ian Aranill viene incaricato di una missione di estrema importanza: trovare gli antichi Draghi che un tempo lasciarono l'Erondàr per chiedere loro aiuto in questo conflitto[16].

## Personaggi
- Ian Aranill
- Gmor Burpen
- Sera di Frondascura
- Myrva Aranille
- Alben
- Aura

### Razze
- Uomini: sono la razza più diffusa dell'Ecumene. Esistono numerosi popoli umani che hanno dato vita a diverse comunità con proprie strutture politiche, sociali, culturali e religiose. Il regno umano più esteso e potente è l'Impero Erondariano che conta numerosi vassalli e regni satelliti. Altre Nazioni sovrane sono l'Enclave della montagna e l'Enclave dei grandi laghi, a cui si aggiunge la Federazione delle Città Libere.
- Elfi: sono la razza più empatica e in comunione con la natura tra quelle principali. Questo popolo vanta una storia antica che risale al periodo in cui i Draghi popolavano ancora l'Ecumene. Se ne conoscono diversi clan: i Neri, i Bianchi, i Grigi. Solo i Grigi decisero di restare nell'Ecumene, non volendo seguire le altre tribù nel "viaggio verso Ovest", venendo così scomunicati e fondando successivamente la città di Frondascura nella "Foresta Vecchia". Da loro discendono gli attuali elfi Silvani[17]. Oltre a questi ultimi vi sono altri due popoli elfici, gli Alti Elfi del Nord, discendenti dei Bianchi che al termine della lotta con gli Abominii preferirono non proporsi come popolo guida nel periodo successivo al conflitto, lasciando agli umani l'iniziativa[18], e gli Elfi del Deserto che vivono presso le lande desolate del "Paese Vuoto", il Vhacondàr[19]. Il clan degli Elfi Neri nei secoli passati venne massacrato mentre era in marcia verso Occidente per ordine di Vrlam Erondàr ma tale verità è stata tenuta nascosta manipolando le fonti storiche. Tale eccidio acuì le posizioni radicali delle Regine Nere e alimentò il desiderio di vendetta contro l'Impero.
- Nani: sparpagliati un po' per tutto l'Impero anche per motivi legati alle loro attività presso il "Sindacato dei Nani Minatori", questo popolo dimostra di essere quello meglio amalgamato con gli umani. Gli odierni nani infatti, abbandonate da secoli le armi e le intenzioni belliche nei confronti dell'Impero, sono oggi particolarmente legati ad esso da speciali trattati: dopo essere stati sconfitti in battaglia dagli imperiali, l'Imperatore Brevalaër Erondàr ottenne da parte loro un giuramento di non ribellione (sancito anche dallo smantellamento delle loro armate e dalla legge che impedisce loro di tenere armi) che contraccambiò con il monopolio relativo agli scavi sotterranei riguardanti le estrazioni minerarie che portò alla fondazione del "Sindacato", oggi una delle organizzazioni più potenti all'interno dell'Impero[20]. I Nani sono responsabili di numerose costruzioni per tutto l'Erondàr, abbandonate o ancora in uso[21]; la città di Solian è stata fondata grazie al loro aiuto[22]. Quando le Regine Nere tornano nell'Erondàr i Nani si schierano contro di loro.
- Orchi: razza divisa in clan e tribù che popola soprattutto la Grande Isola degli Orchi. Popolo bellicoso e per lo più legato alle proprie tradizioni, sono stati per lunghi periodi in conflitto con ciascuna delle altre razze dell'Ecumene[17], arrivando con talune anche all'odio razziale[23]. Gli attriti esistono anche tra i clan medesimi ma in alcune occasioni, quando "fa comodo", sono pronti ad allearsi per il bene superiore del proprio popolo[24][25]. La struttura tribale orchesca è composta da tradizioni particolari basati sulla virilità e sulla forza personale; essenzialmente patriarcale e governata da un capo-tribù insieme al Consiglio degli Anziani[26], benché la genealogia venga tenuta in gran considerazione, non esistono nuclei familiari e la prole viene cresciuta a gruppi da un numero imprecisato di madri con affetto e disciplina. Tranne per i capo-clan, che arrivano a costruire vere e proprie dinastie, non esistono dei veri e propri contratti matrimoniali[27]. Nella società orchesca le donne in giovane età possono scegliere se occuparsi della tribù oppure imbracciare le armi e diventare guerriere[26]. Nonostante l'astio e le divergenze, le tribù degli orchi si uniscono alla coalizione che combatte le Regine Nere, liberando Solian dalla loro stretta.
- Giganti: razza minore che popola l'Erondar. Alti e dinoccolati dal corpo asciutto ma incredibilmente forte, sono di mente semplice e puntano per lo più alla sopravvivenza, vivendo in piccole tribù sedentarie. I più famosi sono i giganti Karkasseri che vivono sul confine tra l'Impero e l'Enclave della montagna, e provano un odio viscerale verso gli Orchi[28].
- Ghoul: razza di predatori a basso livello di organizzazione sociale che popola le foreste e le regioni pedemontane dell'Erondàr. Pericolosissimi guerrieri dotati di un incredibile spirito di sopravvivenza, non avendo mai coltivato alcuna "arte" vivono prevalentemente di caccia e predano ciò che possono dai loro nemici. Si dice che i Ghoul derivino da un incrocio di elfi e umani che non hanno ereditato nessuno dei pregi delle altre due razze, essendo estremamente selvaggi[28]. Ghoulin è il termine con un cui ci si riferisce a coloro che hanno solo un genitore Ghoul[29].
- Troll: creature solitarie, sono esseri antichi e particolarmente bestiali. Pericolosi per chiunque, hanno un forte legame con l'ambiente che hanno scelto come abitazione. Nonostante l'incredibile stazza (le loro proporzioni valgono quella di tre orchi) hanno un'abilità di mimesi eccezionale e il loro più terribile avversario è il Sole che li pietrifica e ne causa la morte[28]. Non bisogna fissare negli occhi un Troll altrimenti la propria immagine si imprimerà nella mentre della creatura diventando il suo principale obiettivo di caccia. Circolano numerose voci sulla natura dei Troll: la loro terra natia sembra essere il regno di Raghnar, non si riproducono tra loro, e solo i bambini siano in grado di comunicare con loro[30].
- Coboldi: razza animalesca che vive nel sottosuolo, preda del solo istinto di sopravvivenza e di rapacità. Non hanno coesione sociale, culturale o alcuna forma di organizzazione se non quella di vivere in comunità poiché è più facile sopravvivere. Sono razziatori e non cercano mai scontri che non portino loro tornaconti con poche perdite. Hanno un udito e olfatti finissimi a cui si aggiunge una peculiarità: tramite i loro baffi, che fa ricordare loro l'aspetto dei topi, i coboldi percepiscono le vibrazioni del sottosuolo che compensa la loro scarsa vista. Non sopportano il Sole e una lunga esposizione ad esso li fa quasi impazzire[28].
- Draughen: un antico popolo il cui nome significa "coloro che servono i draghi". In tempi remoti decisero di vivere a stretto contatto con i Draghi mettendosi al loro servizio, venendo loro affidata la difesa delle stesse uova. Tale intesa terminò con l'emigrazione dei Draghi dall'Erondàr. Alcuni si misero al servizio dei Draghi che erano voluti rimanere, ma in seguito si persero le loro tracce; alcuni si lasciarono morire mentre delle comunità si misero al servizio dei Kraken costruendo una propria società presso un'enorme isola volante nel "Mare dei Kraken", a Ovest dell'Erondàr. I Draughen svilupparono una particolare droga che permetteva loro di comunicare con i loro padroni ma tale sostanza era letale per la maggior parte dei soggetti. Quelli che sopravvivevano erano chiamati Draugha-Mhor e il loro aspetto era deforme ma venivano venerati come divinità[31][32].
- Algenti: i discendenti degli elfi silvani assoggettati in passato dagli Abominii. Bianchi ed inquietanti, silenziosi e apparentemente guidati da un'unica mente[28], popolano l'antica Terra dei Draghi e sono avversari temibili, nonostante siano per lo più armati di sole lance[17]. In tempi recenti le varie orde si stanno riunendo intorno alla figura di Ecuba, ex monaca guardiana del Lùresindo Alben.
- Abominii: terribili creature demoniache che in passato cercarono di soggiogare il mondo. Solo l'alleanza tra Draghi, elfi e maghi impedì loro di vincere. Vivono in un'altra dimensione sigillata prima dai grandi obelischi di sangue delle Tombe dei Draghi e poi dalla Foresta Nera sorta al loro posto[17]. Gli Abominii possono comunque entrare in contatto con il mondo umano attraverso dei loro servitori con i quai stringono un patto di reciproco vantaggio: potere in cambio di vittime sacrificali di cui saziarsi[23].
- Ubiqui: nome dato dalla gente comune all'antico popolo che si dice abbia eretto in un'epoca lontana le strane pietre sonore sparse per l'Ecumene. Ian, Sera e Gmor insieme al mappatore Radah' El Krematar e ad un gruppo di nani minatori hanno rinvenuto un'antica città sotterranea costruita da un popolo non identificabile con nessuno di quelli che attualmente abitano l'Ecumene e che sembra essere proprio quello degli Ubiqui[20]. Altre pietre oltre a quella scoperta nella città sotterranea, sono state presenti in alcune missioni di Dragonero: un Viresilvhe (uomo dei boschi) della Foresta Vecchia sembra essere comparso proprio a causa loro[33] e un'altra pietra è stata il mezzo per raggiungere la Foresta di Darkwood[34], mentre un'altra ancora si trova presso l'isola Ultima dimora nel mare settentrionale ed è un passaggio diretto per il continente nascosto dei Draghi[35].

## Ambientazione

### Corpi e Ordini principali dell'Erondàr
Corpo degli Scout Imperiali
Uno dei tanti corpi regolari dell'esercito imperiale, è molto particolare per la sua struttura. Fondato da Varim Abenausen durante i "secoli bui", anni di campagne e annessioni territoriali contro numerosi popoli dell'Ecumene da parte della dinastia Erondariana, il Corpo ha più di trecento anni ed esegue i più svariati compiti dalle semplici esplorazioni a missioni di salvataggio, di spionaggio, di supporto, di indagine. Possono anche agire come rappresentanti imperiali presso le genti che visitano o presso le località non sottoposte al diretto controllo del potere centrale. Ogni Scout ha con sé un diario personale su cui annotare, oltre a pensieri personali anche ciò che ritengono debba essere reso noto al governo, e in più posseggono un "lasciapassare imperiale" che permette la loro autentificazione da parte delle autorità o della gente comune, utile nonostante il mantenere un basso profilo sia essenziale per compiere le proprie missioni muovendosi più agilmente nell'anonimato.
Gli Scout sono in viaggio per la maggior parte dell'anno anche se annualmente compiono dei raduni a cui tutti i membri del Corpo sono tenuti a partecipare per ricevere aggiornamenti e per consegnare i propri diari affinché le informazioni in essi contenuti possano essere raccolte e inviate agli archivisti imperiali. Al contrario di altri corpi militari, non hanno simboli, bandiere, regole scritte o divise ufficiali, benché possiedano un insieme di principi da seguire come l'obbligo di viaggiare sempre in coppia, sebbene non sia obbligatorio che entrambi appartengano al Corpo. L'unica eccezione è stata fatta per l'elfo Ewyan che viaggia da solo. L'attuale capo degli Scout è Yeraban Sarra, in carica da circa vent'anni, dopo essere stato per molti anni il comandante dell'esercito del regno di Aergyll.
Gmor Burpen in quanto orco non è mai stato uno Scout ufficialmente, risultando essere solamente l'attendente di Ian Aranill, fino a quando l'imperatore Aithor non glielo concesse in riconoscenza per i servizi resi all'Impero.
Nella loro lunga storia gli Scout non hanno mai avuto una sede fissa per i loro raduni fino a quando il cancelliere Ausofer non gliela ha donata una, ricavandola da un vecchio albergo presso la costa occidentale del Mare della Brezza.
Ordine dei Lùresindi
Ordine derivato dalla scissione dell'antica Confraternita degli Incanti, è composta da coloro che seguono le antiche leggi della magia e il loro simbolo è una mano fiammeggiante. Più isolato rispetto ad un tempo, anche soprattutto per ingerenza dei tecnocrati e della Cancelleria Imperiale, l'ordine dei Lùresindi è comunque ancora attivo soprattutto per le minacce di natura magica o sovrannaturale di cui sono grandi conoscitori ed esperti, come gli Abominii, gli Impuri o i Reietti, e la loro opinione è tenuta in gran conto presso la Corte. Numerosi templi dell'ordine sono sparsi per l'Erondàr e ognuno di essi custodisce una reliquia, la più importante delle quali si trova presso la sede dell'ordine all'interno del palazzo imperiale a Valhendàrt. Al nome di ogni mago fa seguito un numero ordinale che ne indica la posizione gerarchica all'interno dell'ordine.
Alben, mentore e amico di vecchia data di Dragonero, è un membro di quest'ordine.
Gilda dei Tecnocrati
Ordine derivato dalla scissione dell'antica Confraternita degli Incanti, è composta da uomini e donne di grande inventiva e capacità tecniche che puntano allo sviluppo tecnologico e alla costruzione di strumenti e macchine. Sono molto legati all'ambito militare dell'Impero ma le loro abilità sono anche poste al servizio del società civile, come si può evincere dalle stato della capitale imperiale, Vàhlendàrt. Oltre a coloro che sono dediti alla ricerca vi sono anche degli "agenti tecnocrati", come Myrva Aranille, che oltre a portare avanti i propri studi compiono missioni sul campo per conto dell'Impero, adoperando le proprie abilità per la buona riuscita delle stesse.
La loro base e la sede della loro accademia è presso la torre di Tectŭendàrt, posta su un'isola nei pressi della capitale imperiale nel "Mare della Brezza".
Ordine monastico delle Madri Guardiane
Ordine di monache guerriere, al cui capo vi è una Madre Superiora e un concilio di Madri Anziane, legato intimamente all'Ordine dei Lùresindi, la cui sede è il convento di Fhaùcasaepta (Golasbarrata) nei pressi dei monti Nomineidei, nel Nord dell'Erondar.
Le Madri Guardiane sono altamente addestrate nell'uso di diversi tipi di armi bianche sia a corta, a media e lunga distanza, con armi da lancio, esplosive e legate anche alla magia come il "Fuoco magico" che si scaglia attraverso degli involucri di carta.
Ricevono anche un addestramento nelle arti marziali e nel padroneggiare tecniche sonore come il "Canto che uccide" e gli "urli imperativi" in grado di bloccare la fuga di uomini e animali.
Le Madri Guardiane in missione sono attrezzate con un artefatto chiamato Percussore che permette in caso di necessità di lanciare un segnale di localizzazione, rintracciabile tramite un altro artefatto chiamato Tracciatore.
Tale addestramento è volto ad un solo obiettivo: proteggere i Lùresindi quando viene loro richiesto in viaggi o missioni particolarmente perigliose. La monaca scelta deve essere pronta a dare la vita per lui, ha la priorità su chiunque altro. Nel caso in cui il mago morisse di morte violenta allora la medesima sorte tocca alla madre-guardiana. Può capitare che alla morte venga piuttosto scelto il destino di "infima", ovvero una vita da schiava e da storpia. L'ordine prevede severe punizioni quando le monache vengono a mancare ai propri doveri o commettono gravi colpe.
L'abbigliamento tipico delle monache è composto da un copricapo, da cui fuoriesce un velo lungo tutta la schiena, e un lungo abito nero che ricopre interamente il loro corpo fatta eccezione per gli occhi. La Madre Superiora è l'unica che si differenzia per l'assenza del velo sul volto e la sostituzione del copricapo con un velo che copre i capelli e due paraorecchie. In missione invece si adoperano diversi tipi di protezioni e divise.
Non vi è un voto di castità in senso stretto, poiché periodicamente le monache possono godere dei piaceri del "Boschetto dello sposo" ma rigidamente controllato e regolamentato. Esiste uno specifico gruppo di monache all'interno dell'ordine che non gode di buona fama, il Corpo delle Madri Grigie, che si occupano anche di dare la caccia alle fuggiasche, agendo in coppia. Quando una monaca diventa una Madre Grigia si dice che "indossa il grigio".
Le monache diventano le Madri Guardiane dei Lùresindi attraverso uno specifico rito: la monaca vestita si immerge in una vasca dotata di scalini da cui poi fuoriesce spogliata delle sue vesti. A quel punto di fronte al mago offre parte della sua chioma che viene recisa con un pugnale. Lasciata cadere la ciocca di capelli, la monaca viene rivestita e armata dalle sue consorelle.
Il mago poggia allora la cima del suo bastone sulla fronte della monaca e proclama queste parole: "Ti ho separato dalle tue sorelle... ora, ponendoti il nome di (nome scelto dal Lùresindo), io, (nome del Lùresindo), ti prendo come mia guardiana!"
A quel punto la monaca risponde: "Io accetto (nome scelto dal Lùresindo) come mio nome... ora la mia vita è al servizio del Lùresindo che mi ha chiamato.".
Sindacato dei Nani minatori
Potente organizzazione diffusa in tutto l'Impero che si occupa delle operazioni minerarie e di estrazione di materie dal sottosuolo: tutte le attività di tal genere passano attraverso il Sindacato e questo comporta che l'intera economia dei metalli è rappresentata dai Nani. Il loro popolo possiede per mandato imperiale il monopolio per le estrazioni minerarie da secoli quando l'imperatore Brevalaer Erondàr sconfisse le truppe di Narohk il Forte e di Koulm "Maglio di pietra". Dopo aver loro ordinato di smantellare le armate e giurare fedeltà alla dinastia, concesse loro indulgentemente il monopolio. Gli operai del Sindacato sono soliti spostarsi da un distretto minerario ad un altro, in tutto l'Erondàr. Attualmente a capo dell'organizzazione vi è Antracite, vecchia conoscenza di Dragonero.
Gilda dei Mercanti
È considerata la gilda più potente dell'Impero al cui comando si trova Horacio Ghenna cugino del re di Aergyll. Controlla l'assetto delle strade, dei ponti, della loro costruzione e manutenzione, e le gabelle per il transito, oltre che occuparsi del traffico delle merci. La sua sede si trova nella capitale imperiale, Vàhlendàrt, presso la "via delle corporazioni". La Gilda possiede una propria milizia personale.
Ordini dei Bestiarii
I Bestiarii sono "cacciatori di mostri" e un tempo, quando terribili belve erano numerose per i territori dell'Erondàr, essi erano gli uomini giusti da chiamare. Attualmente i vari ordini sono meno diffusi e la loro stessa fama si è fatta più cupa rispetto ad un tempo. I Bestiarii accolgono orfani, figli illegittimi, provenienti da genitori nobili o da famiglie di ceto più umile. Alcuni Bestiarii arrivano anche a rapire i bambini o a commerciare con le famiglie troppo numerose. Avere numerosi allievi è importante a causa del duro addestramento al quale non tutti sopravvivono. Una volta compiuto sono feroci ed impavidi cacciatori, che si fanno pagare bene, versando un decimo dei loro guadagni al proprio ordine a cui sono legati a vita. Vestono con armamenti ricavati dalla prede cacciate, non solo come strumento di difesa o di offesa ma come veri e propri simboli di valore e capacità.

### Fazioni e centri di potere
Impero Erondariano
Il maggior organismo politico del mondo di Dragonero. Retto dalla dinastia Erondàr, che dà il nome all'Impero ed è anche sinonimo dell'Impero stesso, ha un dominio diretto su buona parte dell'Ecumene in seguito a numerose guerre di espansione contro Elfi, Orchi e regni umani rivali; esistono in aggiunta reami vassalli dell'Impero con forme proprie di autogoverno e regioni in continua lotta per la propria autonomia come l'Enclave della Montagna e l'Enclave dei Grandi Laghi.
L'Impero ha recato un'influenza politica, culturale e religiosa sui propri territori, benché abbia fatto numerose concessioni come la libertà di culto. Esso si avvale oltre della Cancelleria Imperiale per l'amministrazione anche di altre strutture come la Gilda dei Mercanti, per il mantenimento delle vie di comunicazione come strade e ponti, della Gilda dei Tecnocrati, per lo sviluppo tecnologico militare e in parte civile, e confida nell'Ordine dei Lùresindi per le problematiche legate all'ambito magico e soprannaturale.
L'esercito imperiale è composto da numerosi corpi militari con diverse funzioni di difesa, sorveglianza ed intelligence mentre l'esercito regolare è composto anche da numerose truppe ausiliarie provenienti dai regni vassalli, come quello di Candarya e di Aergill.
L'Impero ha superato gli otto secoli di vita e la sua capitale, dove risiede la famiglia imperiale, è la città di Vàhlendàrt.
Regni minori
Esistono sei regni minori vassalli dell'Impero con i quali ha diversi rapporti diplomatici: Raghnar, situato nell'estrema area nordoccidentale dell'Erondàr, Aelaig, popolato dagli Alti Elfi del Nord, Lehorian, i cui sovrani appartengono a una casata cadetta degli Erondàr, Ta-Rahs, Aergyll e Candarya.
La Federazione delle città libere dell'Est
Entità politica autonoma ed indipendente derivata dall'unione di quattro città-stato repubblicane, dotata di una propria milizia cittadina e personale politica interna. Le quattro città sono Solian, capitale della federazione, Eijan, Arjan e Teoan, che si trova sull'isola di fronte alla baia di Solian. Ogni città è governata da un Borgomastro che tra i suoi compiti ha quello di custodire con la vita un importante segreto che in passato ha permesso alle quattro repubbliche di rendersi indipendenti dall'Impero. La Federazione è comunque in buoni rapporti con l'autorità imperiale, ed esistono dei trattati che li regolamentano e definiscono anche l'attività degli agenti imperiali presso il territorio federato.
Frondascura
Romelinwe è la città nascosta degli Elfi silvani nel cuore dell'immensa "Foresta Vecchia" e ospita l'intera comunità dei silvani dell'Ecumene. I silvani sono i discendenti del clan degli Elfi Grigi e tendono a vivere un'esistenza isolata dal resto del mondo, tanto che chiunque del loro popolo abbandoni la Foresta, anche per motivi nobili, viene considerato un reietto, un "elfo perduto". I silvani sono però gli elfi con maggiore contatto con le forze della natura e fin da giovani si temprano attraverso un addestramento morale ferreo per controllare la propria percezione dell'ambiente circostante ed emotiva che è molto sviluppata
Enclave della Montagna
Regione avversaria all'Impero, stanziata nel Nord dell'Ecumene e costantemente ricoperta da ghiaccio e neve, con alcune zone temperate per via dell'attività vulcanica.
Presso di essa, vive il popolo dei "Figli di Olhim", popolo guerriero considerato "pagano" dalle genti dell'Impero poiché rifiuta il "Khame Morhea", il culto della "via degli dei" dell'Impero, e venera Olhim "il primo degli uomini", che si dice piantò il grande frassino nel centro della capitale dell'Enclave e che è considerato l'"asse del mondo", e la Madre Bianca, personificazione della forza della natura. Strutturata in clan e tribù, guidate da sciamani e legate ciascuna ad un proprio albero sacro testimonianza vivente della tribù stessa, la società dei Figli di Olhim è divisa rigidamente in chi lavora, chi combatte e chi prega.
Enclave dei Grandi Laghi
Fazione di popoli del Novelurendàr, regione orientale dell'Ecumene, in lotta contro l'Impero per la propria indipendenza. Caratteristica comune di queste genti sono gli occhi a mandorla. Durante la guerra contro le Regine Nere l'esercito dell'Enclave si schiera al fianco di quello imperiale per affrontare il comune nemico.
Le tribù degli Orchi
Non esiste una vera e propria fazione composta dagli orchi quanto piuttosto zone popolate dalle loro tribù, ognuna legata a una propria "dinastia" di capo-clan, con una cultura comune e ciclicamente in conflitto con numerosi altri popoli dell'Ecumene oltre che tra loro stesse.
Il territorio principale degli orchi è la grande isola Lnsârve Silvhôre a Est della città di Solian, il cui nome significa "Grande isola delle Foreste" ma è detta anche "Isola degli Orchi". Eccezion fatta per alcune colonie umane costiere e tribù di Ghoul delle foreste, la maggioranza della popolazione è orchesca.
Gli Algenti
Uno dei popoli più temuti da parte dell'Impero che popolano l'antica Terra dei Draghi, landa ora desertica e desolata a Nord-ovest dell'Ecumene, fin dai tempi della vittoria sugli Abominii e l'emigrazione dei draghi dall'Ecumene. Discendenti degli elfi silvani resi schiavi dagli Abominii, gli Algenti formano un'unica e immensa Orda nomade con un livello di civilizzazione piuttosto basso, quasi essenziale.
Sono implacabili razziatori e la loro resistenza e velocità li rende avversari temibili. Sono tenuti separati dai territori imperiali dall'Arcelonte, la grande muraglia eretta ai tempi delle guerre agli Abominii.
Gli algenti non avevano un capo fino a quando non si imbatterono in Ecuba, una madre guardiana compagna di viaggio di Ian Aranill, e decisero di elevarla a capo dell'Orda affinché li guidasse e addestrasse.

### Luoghi speciali
Esistono alcuni luoghi particolari all'interno dell'Impero, punti nevralgici e di grande importanza:
- Eremo Viturmanse: situato sulla costa a Sud-est del Mare del Sole, questa antica costruzione venne eretta dal mago Vitur, maestro del maestro di Alben il Lurensindo, che lo ereditò e ne fece la sua dimora al riparo dal resto del mondo. Luogo solitario e a picco sulla scogliera, nasconde numerosi segreti e stanze ricolme di libri. L'eremo, quando Alben non c'è è un luogo inviolabile protetto da barriere magiche[53].
- Arcelonte: ovvero il "Grande Vallo" la muraglia che divide nettamente l'Impero dalle lande desertiche della Terra dei Draghi abitata dalla popolazione degli Algenti. Esso si estende da costa a costa del continente e comprende trentasei torri di presidio altre fino a centocinquanta piedi che ospitano trecento soldati ciascuna, affiancate da trecentosessanta torri di vedetta con trenta uomini di guardia ciascuna. Al centro del Vallo vi è addirittura un'intera città Arcendàrt (Città della Barriera). La struttura è alta fino ai cento piedi e spessa anche quaranta. Il suo presidio è affidato al corpo speciale delle Guardie Rosse addestrate e dotate di mezzi avanzati per reggere assedi e compiere operazioni esplorative[17][45].
- Torre di Tectŭendàrt: è la sede della Gilda dei Tecnocrati, posta su un'isola nei pressi della capitale imperiale nel "Mare della Brezza", luogo ove i membri di quest'ordine compiono le proprie ricerche. Nella torre si trova anche l'Accademia dove i giovani adepti vengono istruiti nell'arte tecnocrate[54].
- Fhaucasaepta: letteralmente "Golasbarrata" è il luogo dove sorge il monastero dell'ordine monastico delle Madri Guardiane, dove giovani donne vengono addestrate per essere le guardie del corpo dei Lùresindi, i Custodi della Luce, eccellendo nella lotta, nelle armi bianche, e in tutta una serie di antiche arti magiche, alchemiche, marziali, per adempiere al meglio a questo importantissimo compito. A fianco al monastero e alle sue proprietà (come il boschetto dello sposo) vi è un lago artificiale venutosi a formare con la costruzione di una diga in fronte al quale si dilunga la "Via delle monache" ai cui fianchi si trovano marcite per la coltivazione del riso[17].
- Rathùn-kun: letteralmente "Caverna delle Nuvole" è una vasta caverna all'interno delle montagne della catena montuosa del Sùprelure. Il suo ingresso principale si trova in cima al picco "Nido del Corvo" al termine della "Salita dei Nani" presso una sorgente di acqua sulfurea. Essa è la dimora del nano Shivesindo (Custode del Sapere) Mimir, amico di vecchia data di Alben, abile fabbro ed ingegnere. Presso questa vasta caverna si trovano le miniere dove vengono estratti i cristalli di Luresilca e lavorati per poi essere consegnati all'Impero in gran segreto[17].
- Città dei morti: è il luogo dove vengono rinchiusi i "Ritornanti", ovvero quegli individui che non si sa come dopo due giorni dal decesso si "rianimano" dal loro stato di morte; essi sono raccolti ogni dove da Guardiani senza volto e stipati su un carro chiuso per condurli alla loro meta finale, la Città. L'incontro con uno dei carri è uno spettacolo straziante perché oltre ai gemiti dei non-morti si aggiungono quelli dei parenti e cari dei medesimi che, non accettando questo amaro destino, li seguono come in una processione[55].
- Inframondo: è una dimensione dominata da una magia antica e oscura che in pochi riescono a comprendere. Essa appare come un luogo immenso e immerso nell'oscurità percorso da vie che si incrociano di continuo, composte da gradini che scompaiono e si riformano in continuazione. Nello spazio non occupato dalle strade si percepisce un senso di galleggiamento come se invece di esserci il vuoto ci fosse dell'acqua e i movimenti sono rallentati. I gradini si mantengono stabili per più tempo solo in presenza di colui che ha aperto magicamente un portale per l'Inframondo, oppure se in possesso di un oggetto che ne ha permesso l'apertura. Si ignora il destino che tocca a coloro che precipitano nell'oscurità di questa dimensione. Sua caratteristica principale è che il tempo e lo spazio sono alterati: si possono percorrere lunghe distanze al suo interno e nel mondo reale aver compiuto pochi passi e viceversa, e lo stesso vale per il tempo. Chi apre o chiude i passaggi viene ricoperto da una traccia eterica che può essere rivelata grazie alla magia[56]. Benché ancora avvolto nel mistero, una parte dell'Inframondo sembra essere abitato da creature mostruose e grottesche in un mondo di nera roccia solcato da strisce di luce[57].

## Merchandising

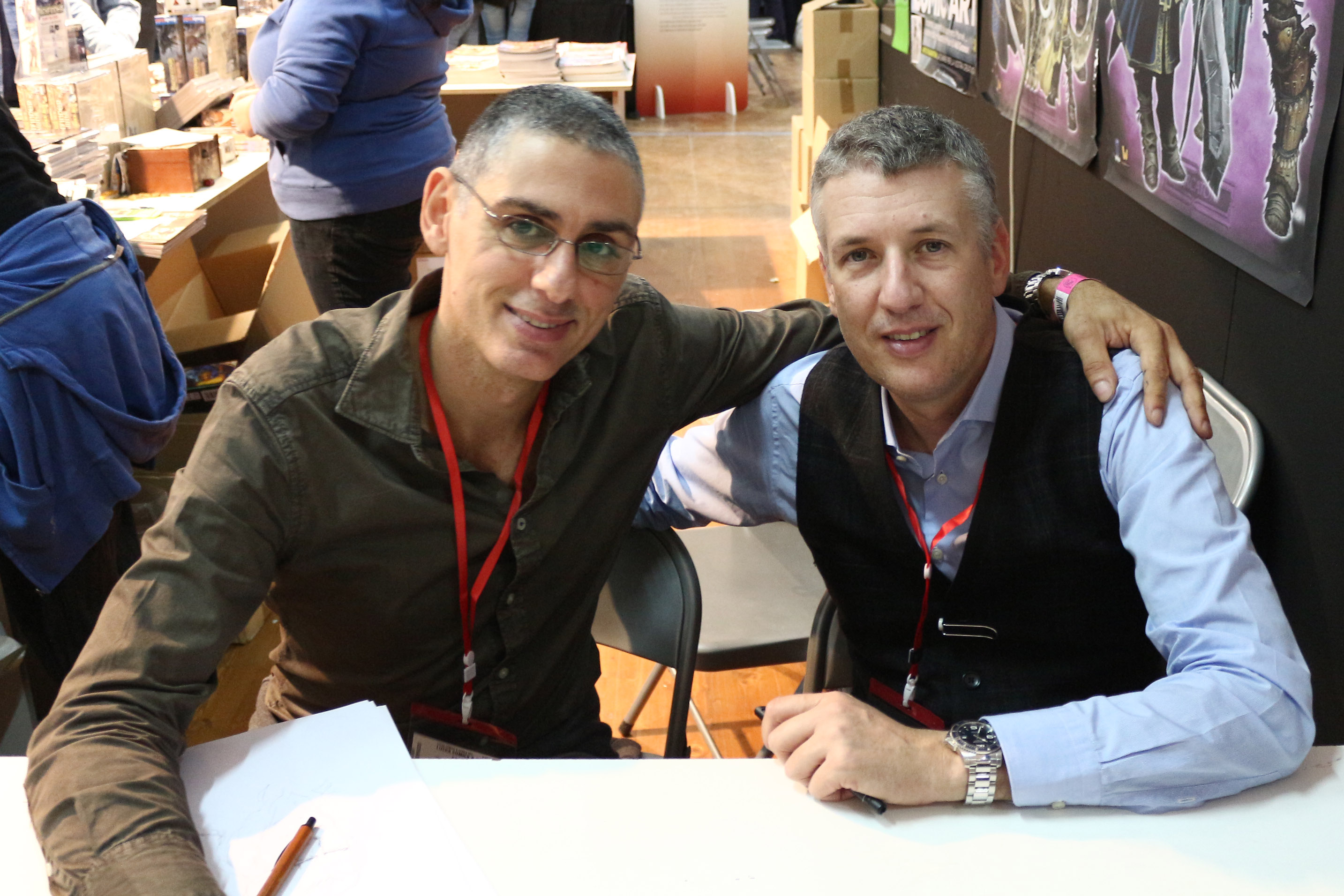
Giuseppe Matteoni e Stefano Vietti a Lucca Comics & Games 2013 presentano il gioco di ruolo.

All'edizione 2013 di Lucca Comics & Games è stato presentato il gioco di ruolo derivato dalla serie a fumetti, Dragonero gioco di ruolo, realizzato da Wyrd Edizioni. Il gioco si basa sulla Open Gaming License ed è compatibile con Pathfinder, la cui edizione italiana è pubblicata dalla stessa Wyrd Edizioni. Nell'aprile del 2018 è stato reso disponibile il Bestiario del gioco

## Opere correlate

### Romanzi in prosa
- Stefano Vietti, Dragonero - La maledizione di Thule, collana Chrysalide, Mondadori, 2014,  p. 288, ISBN 978-88-046-4255-8.
- Luca Enoch, Dragonero - Il risveglio del Potente, collana Chrysalide, Mondadori, 2015,  p. 312, ISBN 978-88-046-5616-6.

### Serie animata
Il 9 aprile del 2016 in occasione del festival internazionale Cartoons on the Bay vengono proiettate le prime immagini della serie animata di Dragonero.
Il 26 dicembre 2022 i primi quattro episodi della serie, intitolata Dragonero - I Paladini, sono andati in onda in anteprima su Rai 2 sotto forma di film TV e sono stati caricati separatamente su RaiPlay; l'intera serie è stata trasmessa in seguito su Rai Gulp dal 18 aprile al 13 maggio 2023.